# Anoplodactylus brasiliensis
Anoplodactylus brasiliensis är en havsspindelart som beskrevs av Hedgpeth, J.W. 1948. Anoplodactylus brasiliensis ingår i släktet Anoplodactylus och familjen Phoxichilidiidae. Inga underarter finns listade i Catalogue of Life.